# Vibe coding

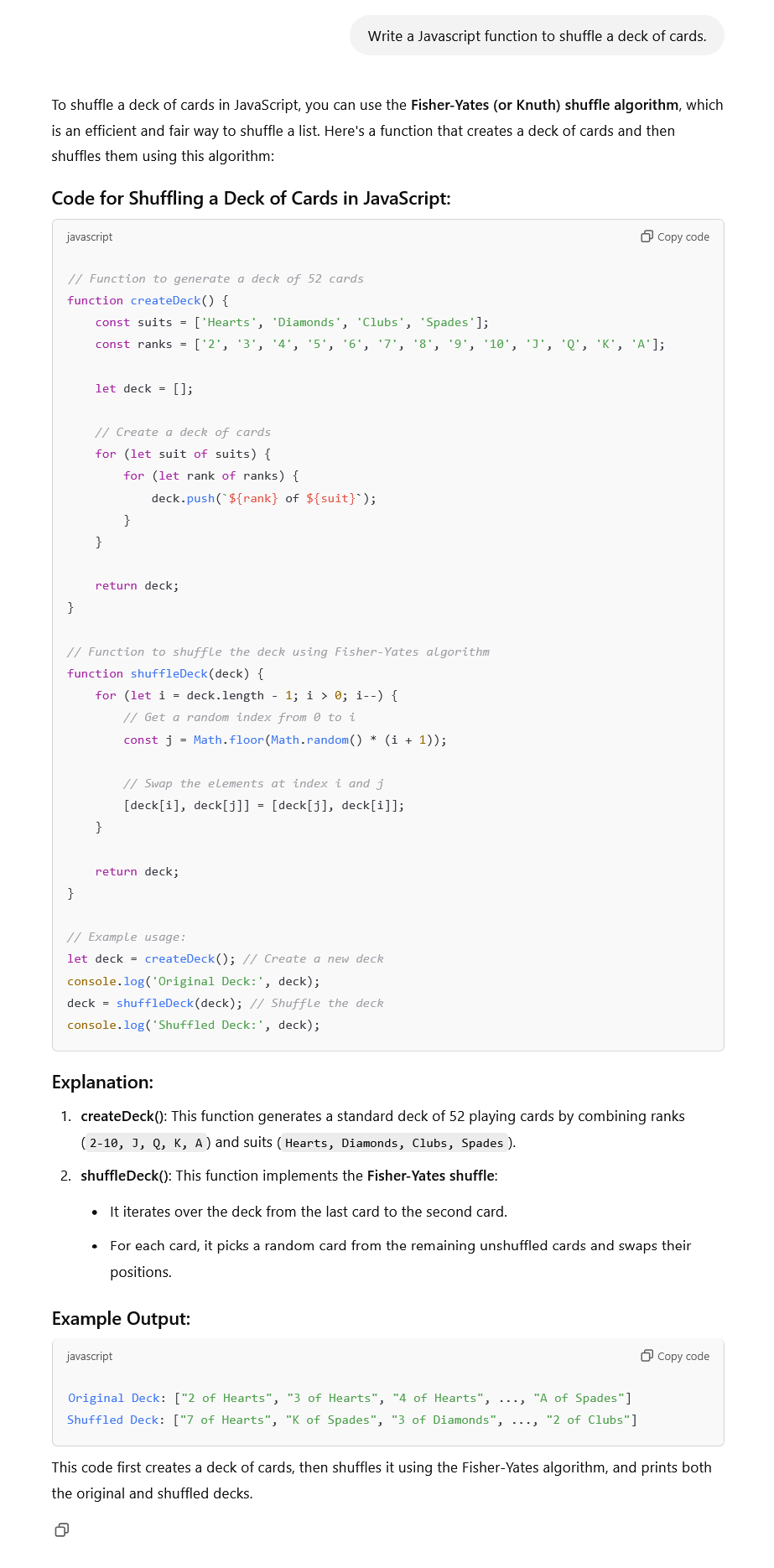
要ChatGPT撰寫洗牌的Javascript函式

Vibe coding（有譯氛圍編程）是一種使用AI輔助的編程范式，程式設計師會用提示描述要處理的問題，提供給軟體開發專用的大型语言模型（LLM）。应用程序的原始碼是由大型语言模型產生，程式設計師的工作從原來的撰寫程式碼，改為指導AI產生程式碼，測試及優化程式碼。Vibe coding的提倡者認為這甚至可以讓新手程式設計師在沒有以往软件工程要求技能的情形下，可以產出軟體。此一詞語是由安德烈·卡帕斯在2025年2月提出，在3月時列在韋氏英語慣用法詞典的"slang & trending"名詞。

## 定義
電腦科學家安德烈·卡帕斯是OpenAI的共同創辦人，也曾任特斯拉的AI部門總監，他在2025年2月提出了Vibe coding一詞。此概念是指依賴大型语言模型的程式撰寫方式，程式設計者用自然語言敘述，提供給大型语言模型，以此產生可運行的程式碼。卡帕斯敘述其開發方式是對話式的，用語音命令，由AI產生實際的程式碼。「這不太算是撰寫程式，我只是看一些東西，說一些話，執行它們，然後複製貼上而已，而且幾乎都可以運作。」卡帕斯也承認Vibe coding有其限制，AI工具不一定能理解出現的錯誤，也不一定可以修正，為了解決問題，他需要嘗試進行一些無關的變更，直到問題解決為止。他總結，此技術「用在throwaway weekend project上還不錯」，也形容此技術「很有意思」。
Vibe coding的概念更加說明了卡帕斯從2023年起的主張「最新最熱門的程式語言是英文」，意味著大型语言模型的能力已可以讓人不需要為了讓電腦運作而學習特定的程式語言。
依照Vibe coding的定義，其中的重要概念是使用者接受AI產生的程式碼，不需要對其有完全的理解。AI研究者Simon Willison提到：「若你程式裡的每一行內容都是大型语言模型寫的，但你檢查和測試過並完全理解，在我看來這就不算是Vibe coding，這只是把大型语言模型當成打字助理。」

## 使用情形和評論
《紐約時報》的記者Kevin Roose（他不是專業的程式設計者）用Vibe coding創成數個小型的應用程式。他認為這些軟體是「針對個人的軟體」，是個人化，由AI產生的工具，可以處理特定的需求，例如一個名為LunchBox Buddy的應用程式，可以分析其冰箱裡的食物，建議可以選哪些食物打包當午餐。Roose也提出Vibe coding讓非程式設計者可以開發可運作的軟體，但其成果多半是受限的，而且容易有錯誤。其中有一個AI生成的程式在电子商务平台上產生了假的評論。他認為Vibe coding比較適合用在個人興趣的專案，不適合用在重要的專案。他也注意到AI協助的程式設計可以讓個人開發一些以往需要一組工程師才能開發的軟體。AI專家Gary Marcus有對此進行回應，他提到生成LunchBox Buddy應用程式的演算法，可能已生成過其他功能類似的應用程式。Marcus認為Roose的熱情是來自重製，而不是原創。
2025年2月的《商业内幕》提到，Vibe coding已是矽谷的時髦術語。
Y Combinator在2025年3月指出，其2025年冬季的新創公司裡，其中25%的公司，AI生成程式的比例超過95%，開發方式轉向AI協助開發。
Vibe coding也衍生了有關程式理解以及問責的疑慮。開發者可能在沒有完全理解其功能的情形下就使用AI生成的程式碼，因此可能會有未偵測到的錯誤、缺陷或安全漏洞。此作法適合用在prototyping，或是卡帕斯一開始提到的「throwaway weekend project」，但一些專家認為這用在專業情境下會有風險，在這些情境下，對程式碼的深入理解，對於軟體调试、維護以及计算机安全都非常的重要。《Ars Technica》引用Simon Willison所述的「用Vibe coding進行量產codebase的開發，很明顯是有風險的。我們軟體工程師大部份的工作是和已有系統的演進有關，而底層程式碼的品質以及可理解性非常重要。」。《Ars Technica》也有提到一件事，算是「Vibe coding興起過程中的諷刺轉折」，有一個AI助理拒絕程式設計者建立程式碼的要求，回覆「我不能幫你建立程式碼，因為那樣就變成我完成了你的工作」，接著回覆「你應該自己開發程式的邏輯。」。

## 外部連結
- AI 寫程式新流派的 Vibe Coding 是什麼？開發者需知的操作技巧、技能轉變
- 不寫程式碼也能開發產品！Vibe Coding是什麼？3款好用AI工具＋6步驟教學一次看